# Alfonso Gómez (pianista)
Alfonso Gómez Ruiz de Arcaute (Vitoria, Álava, España, 1978) es un pianista español afincado en Alemania.

## Biografía
Alfonso Gómez estudia en el conservatorio “Jesús Guridi” de Vitoria con Albert Nieto, en el conservatorio de Róterdam (Holanda) con el profesor Aquiles delle-Vigne y en la Universidad de Música de Friburgo de Brisgovia (Alemania) con el profesor Tibor Szász. 
Se perfecciona paralelamente recibiendo clases magistrales con los profesores Vitali Margulis, Jaques Rouvier, Éric Haedsieck, Jan Wijn, Gilead Mishory y Galina Egiazarova, entre otros.
Tras sus estudios comienza una activa carrera concertística en España, Francia, Bélgica, Holanda, Austria, Alemania, Suiza, Italia, Ucrania, Estados Unidos, Canadá, México, Taiwán y Corea del Sur, tocando como solista con las orquestas Filarmónica de Fránkfort (Oder), Orquesta Sinfónica de Euskadi, Orquesta Sinfónica de Navarra, Euro-Asian Philharmonic, Homburg Philharmonic, Orquesta Sinfónica de Bilbao, Rotterdam Young Philharmonic, Orkest van Utrecht, Orquesta de Cámara Aita Donostia y Gyeonggi Philharmonic, junto a los directores Hans Graf, Roy Goodman, Jurjen Hempel, Nanse Gum, Juanjo Mena, Erik Nielsen, Jonathan Kaell o Ernest Martínez Izquierdo.
Ha sido galardonado en 11 ocasiones en concursos nacionales e internacionales. Entre ellos destaca el primer premio de los concursos “J. Françaix” (París), “Ciudad de Guernika”, “Alter Musici” (Cartagena) y “Gerardo Diego” (Soria). En Róterdam se le otorgó el premio “Erasmus Kamermuziekprijs”.
Alfonso Gómez es especialmente reconocido por su actividad en el campo de la música contemporánea, estrenando numerosas obras de diferentes compositores contemporáneos. Su discografía abarca 12 CD con obras de M. Ravel, O. Messiaen, M. Feldman y diversos compositores españoles para los sellos KAIROS, Ondine, Sinkro Records y Coviello Classics. Su disco "Ramón Lazkano, piano works" (KAIROS) recibió el "Grand Prix du Disque Musique Contemporaine de l'académie Charles Cros".
Tras ser profesor en el Centro Superior de Música del País Vasco "Musikene" de San Sebastian y en la Universidad Estatal de la Música y las Artes Escénicas de Stuttgart (Hochschule für Musik und darstellende Kunst Stuttgart), es actualmente profesor catedrático de piano en la Universidad de Música de Freiburg (Hochschule für Musik Freiburg).

## Premios
- »Grand Prix du Disque Musique Contemporaine de l'académie Charles Cros«, París, Francia (2019) por el disco "Ramón Lazkano, piano works" (KAIROS)
- 1. Premio »Concours International de Musique Jean Françaix«, París, Francia (1998)
- 1. Premio »Concurso nacional de piano Gerardo Diego«, Soria, España (1999)
- 1. Premio »Concurso Internacional de Música Alter Musici«, Cartagena, España (1998)
- 1. Premio »Concurso Internacional de Piano Guernika«, España (1996)
- 1. »Prijs voor de Kamermuziek«, Róterdam, Holanda (1999)
- 2. Premio »III. Concurso de piano Antoni Torrandell«, Palma de Mallorca, España (1995)
- 2. Premio »IV. Concurso Internacional de Piano Ciudad de San Sebastián«, España (1997)
- 2. Premio »II. Concurso Internacional de Piano Ciudad de San Sebastián«, España (1995)
- 3. Premio »Concurso Ricardo Vignes«, Lérida, España (2002)
- Menção Honrosa »VII. Concurso de Piano Cidade de Covilhã«, Portugal (1996)
- Mención Honorífica »III. Concurso Nacional de Piano Royale«, Madrid, España (1988)

## Discografía
- 2025: Olivier Messiaen: Catalogue d'oiseaux & Petites esquisses d'oiseaux, Kairos.
- 2024: Gabriel Erkoreka: Piano Concerto Piscis. Orquesta Sinfónica de Euskadi / Juanjo Mena. Ondine.
- 2022: Gabriel Erkoreka: Works for Solo Piano, Kairos.
- 2021: Morton Feldman: Late Works for Piano, Kairos.
- 2021: Olivier Messiaen: Vingt Regards sur l’Enfant-Jésus, Kairos.
- 2019: Maurice Ravel, complete works for piano solo, Coviello Classics.
- 2019: Ramon Lazkano, Works for piano, Kairos. -Grand Prix du Disque Musique Contemporaine de l'académie Charles Cros 2019-.
- 2013: Bakarrizketak-Monólogos, Sinkro Records (Obras de F. Ibarrondo, L. de Pablo, G. Lauzurika, R. Lazkano, S. Martínez, J. M. Sánchez-Verdú y A. Edler-Copes)
- 2011: Claude Debussy: Préludes, Sinkro Records
- 2010: Félix Ibarrondo: L´oeuvre pour piano, Sinkro Records
- 2009: Piano Recital, Sinkro Records (Obras de Enrique Granados, Isaac Albéniz, Joaquín Turina, Pedro Blanco y Manuel de Falla)
- 2007: Morfología Sonora, Sinkro Records (Obras de Carmelo Bernaola, Zuriñe F. Gerenabarrena, Gabriel Erkoreka, Antonio Lauzurika, Alfonso García de la Torre, Sergio Gutiérrez)